# Надворна Ірина Володимирівна
Надворна Ірина Володимирівна (нар. 20 червня 1989 р., Кам'янець-Подільський)— письменниця, член НСПУ. 

## Життєпис
У 2011 році закінчила філологічний факультет Ужгородського національного університету.
Творчий дебют Ірини Надворної відбувся 2008 року, й одразу поетка здобула визнання, ознакою чого стала премія за майстерне відчуття слова та ігрову манеру письма в збірці «ТекстСтильна проМисльСловість».
Автор поетичних збірок «ТексСтильна проМисльСловість»(2008), «Данина Modi»(2010).
Ініціатор літературних читань «Весна словісна» (Ужгород) — читання віршів поетів різних поколінь.

## Нагороди
- 2008 — Премія «Дебют Срібної землі»